# Лэрд, Рон
Рональд (Рон) Оуэн Лэрд (англ. Ronald (Ron) Owen Laird; род. 31 мая 1938, Луисвилл, Кентукки) — американский легкоатлет, специалист по спортивной ходьбе. Выступал за сборную США по лёгкой атлетике в 1960-х и 1970-х годах, победитель Панамериканских игр, дважды бронзовый призёр Кубка мира, многократный чемпион США, бывший рекордсмен страны, участник четырёх летних Олимпийских игр.

## Биография
Рон Лэрд родился 31 мая 1938 года в Луисвилле, штат Кентукки. Занимался лёгкой атлетикой в Нью-Йорке, представлял Нью-Йоркский легкоатлетический клуб.
С конца 1950-х годов входил в число сильнейших американских ходоков, в общей сложности в период 1958—1976 годов 65 раз выигрывал чемпионаты США на различных дистанциях от 1 мили до 50 км — по количеству завоёванных национальных титулов остаётся непревзойдённым среди американских легкоатлетов. Также 81 раз обновлял национальные рекорды США в дисциплинах от 1 до 40 км.
Впервые заявил о себе на международном уровне в сезоне 1960 года, когда вошёл в состав американской сборной и удостоился права защищать честь страны на летних Олимпийских играх в Риме — в ходьбе на 50 км с личным рекордом 4:53:22 занял 19-е место.
В 1963 году выступил на Панамериканских играх в Сан-Паулу, в ходьбе на 20 км финишировал четвёртым.
В 1964 году принял участие в Олимпийских играх в Токио, где во время прохождения 20-километровой дистанции был дисквалифицирован.
В 1965 году стартовал в матчевой встрече со сборной СССР в Киеве, в зачёте ходьбы на 20 км пришёл к финишу третьим позади советских ходоков Бориса Хроловича и Геннадия Агапова.
В 1967 году в дисциплине 20 км одержал победу на Панамериканских играх в Виннипеге, взял бронзу на Кубке мира в Бад-Зарове — здесь его обошли представители Советского Союза Николай Смага и Владимир Голубничий.
В 1968 году представлял Соединённые Штаты на Олимпийских играх в Мехико — в программе ходьбы на 20 км показал время 1:44:38, расположившись в итоговом протоколе соревнований на 25-й строке.
В 1973 году среди прочего стал третьим на Кубке мира по спортивной ходьбе в Лугано.
В 1976 году выступил на Олимпийских играх в Монреале, в ходьбе на 20 км установил личный рекорд 1:33:28 и закрыл двадцатку сильнейших.